# 1965年の日本グランプリ (ロードレース)
1965年の日本グランプリは、ロードレース世界選手権の1965年シーズン第13戦として、10月23日から24日にかけて三重県の鈴鹿サーキットで開催された。レースは50cc、125cc、250cc、350ccが予定されていたが、125ccと350ccが行われた23日（土）の観客数は15,000名、50ccと250ccが行われた24日（日）の観客数は85,000名の集客を誇った。
125ccではホンダの5気筒エンジンを搭載した新型車両が投入され、ルイジ・タベリがスズキのヒュー・アンダーソンに次いで2位に入った。
350ccはジャコモ・アゴスチーニとジム・レッドマンの間でタイトルが争われ、レッドマンが2位に入ってタイトルを獲得した一方、アゴスチーニは点火の問題で5位に入ったに留まった。
50ccではルイジ・タベリが優勝、ラルフ・ブライアンズが2位に入ったが、有効ポイントの差でブライアンズがタイトルを獲得した。ブライアンズは北アイルランド出身ライダーとして初めての世界タイトル獲得となった。
250ccでは4年ぶりにホンダに復帰したマイク・ヘイルウッドが優勝した。レッドマンは体調不良のため出走しなかった。

## 350ccクラス決勝結果
| 順位 | ライダー               | 車両       | タイム       | ポイント |
| ---- | ---------------------- | ---------- | ------------ | -------- |
| 1    | マイク・ヘイルウッド   | MVアグスタ | 1h 03' 32" 2 | 8        |
| 2    | ジム・レッドマン       | ホンダ     | +10" 1       | 6        |
| 3    | 粕谷勇                 | ホンダ     |              | 4        |
| 4    | 山下護祐               | ホンダ     |              | 3        |
| 5    | ジャコモ・アゴスチーニ | MVアグスタ |              | 2        |
| 6    | ビル・スミス           | ホンダ     |              | 1        |

## 250ccクラス決勝結果
| 順位 | ライダー             | 車両   | タイム       | ポイント |
| ---- | -------------------- | ------ | ------------ | -------- |
| 1    | マイク・ヘイルウッド | ホンダ | 1h 01' 49" 1 | 8        |
| 2    | 粕谷勇               | ホンダ | +1' 32" 8    | 6        |
| 3    | ビル・アイビー       | ヤマハ | +1' 56" 5    | 4        |
| 4    | 山下護祐             | ホンダ | +2' 27" 5    | 3        |
| 5    | 長谷川弘             | ヤマハ |              | 2        |

## 125ccクラス決勝結果
| 順位 | ライダー             | 車両   | タイム    | ポイント |
| ---- | -------------------- | ------ | --------- | -------- |
| 1    | ヒュー・アンダーソン | スズキ | 52' 19" 2 | 8        |
| 2    | ルイジ・タベリ       | ホンダ | +14" 5    | 6        |
| 3    | ラルフ・ブライアンズ | ホンダ |           | 4        |
| 4    | ビル・アイビー       | ヤマハ |           | 3        |
| 5    | 湯沢康治             | ホンダ |           | 2        |
| 6    | 松島弘規             | ヤマハ |           | 1        |
| 7    | フランク・ペリス     | スズキ |           |          |

## 50ccクラス決勝結果
| 順位 | ライダー                       | 車両         | タイム    | ポイント |
| ---- | ------------------------------ | ------------ | --------- | -------- |
| 1    | ルイジ・タベリ                 | ホンダ       | 39' 23" 3 | 8        |
| 2    | ラルフ・ブライアンズ           | ホンダ       | +0" 1     | 6        |
| 3    | 伊藤光夫                       | スズキ       | +22" 2    | 4        |
| 4    | ハンス＝ゲオルグ・アンシャイト | スズキ       | +37" 9    | 3        |
| 5    | 市野三千雄                     | スズキ       |           | 2        |
| 6    | 伊藤晶                         | ホンダ       |           | 1        |
| 7    | K. Itoh                        | ブリヂストン |           |          |